# Leslie-Matrix
Die Leslie-Matrix (auch Leslie-Modell genannt) ist ein mathematisches Modell zur Analyse des Bevölkerungswachstums, das im Bereich der theoretischen Ökologie zur Beschreibung von Populationen genutzt wird. Sie wurde von Patrick Holt Leslie (1900–1972) entwickelt und ist eines der bekanntesten Verfahren zur Beschreibung des Bevölkerungswachstums, wobei man sich auf die einzelnen Altersstufen bezieht.
In der Ökologie beschreibt man damit die Änderungen in einer Organismenpopulation über einen bestimmten Zeitraum. In einem Leslie-Modell wird die Bevölkerung in Gruppen oder in Altersklassen und Lebensstadien unterteilt. Um den nächsten Generationsbestand einer Population zu bestimmen, bildet man das Produkt aus der Leslie-Matrix und einem die vorhergehende Population beschreibenden Vektor.
Um eine Matrix aufzustellen, müssen folgende Informationen über die Population vorhanden sein:
- {\displaystyle n_{k}}: die Anzahl Einzelpersonen in der {\displaystyle k}-ten Altersklasse
- {\displaystyle s_{j}}: der Anteil der Einzelpersonen, der von der {\displaystyle j}-ten zur {\displaystyle (j+1)}-ten Altersklasse übergeht (überlebt)
- {\displaystyle f_{k}}: die Geburtenrate in der {\displaystyle k}-ten Altersklasse

Existieren {\displaystyle \nu } Altersklassen (die von {\displaystyle 0} bis {\displaystyle \nu -1} indiziert werden), so entsteht der mit {\displaystyle \mathbf {n} _{t+1}} bezeichnete Populationsvektor zum Zeitpunkt {\displaystyle t+1} aus dem vorhergehenden {\displaystyle \mathbf {n} _{t}} durch folgendes Matrix-Vektor-Produkt:
{\displaystyle {\begin{pmatrix}n_{0}\\n_{1}\\n_{2}\\n_{3}\\\vdots \\n_{\nu -1}\\\end{pmatrix}}_{t+1}={\begin{pmatrix}f_{0}&f_{1}&f_{2}&\ldots &f_{\nu -2}&f_{\nu -1}\\s_{0}&0&0&\ldots &0&0\\0&s_{1}&0&\ldots &0&0\\0&0&s_{2}&\ldots &0&0\\\vdots &\vdots &\vdots &\ddots &\vdots &\vdots \\0&0&0&\ldots &s_{\nu -2}&0\end{pmatrix}}\cdot {\begin{pmatrix}n_{0}\\n_{1}\\n_{2}\\n_{3}\\\vdots \\n_{\nu -1}\end{pmatrix}}_{t}}
Hierfür schreibt man auch {\displaystyle \mathbf {n} _{t+1}=\mathbf {L} \cdot \mathbf {n} _{t}}, wobei {\displaystyle \mathbf {L} } die Leslie-Matrix bezeichnet.

## Dynamik
Um die Dynamik der betrachteten Population bestimmen zu können, betrachtet man die Eigenvektoren und zugehörigen Eigenwerte der Matrix. Ist der betragsmäßig größte Eigenwert eindeutig, so gibt sein zugehöriger Eigenvektor die Altersstruktur wieder, die sich nach einigen Generationen einstellt. Die Altersstruktur konvergiert gegen diesen Vektor. Ist der betragsmäßig größte Eigenwert nicht eindeutig, kann es zu Oszillationen in der Altersstruktur kommen. 